# Cassano Irpino
Cassano Irpino är en ort och kommun i provinsen Avellino i regionen Kampanien i Italien. Kommunen hade 964 invånare (2017).